# Corno di Gesero
Corno di Gesero är en bergstopp i Schweiz.   Den ligger i distriktet Bellinzona och kantonen Ticino, i den sydöstra delen av landet, 150 km sydost om huvudstaden Bern. Toppen på Corno di Gesero är 2 227 meter över havet, eller 316 meter över den omgivande terrängen. Bredden vid basen är 2,2 km.
Terrängen runt Corno di Gesero är huvudsakligen bergig, men den allra närmaste omgivningen är kuperad. Närmaste större samhälle är Bellinzona, 8,8 km väster om Corno di Gesero. 
I omgivningarna runt Corno di Gesero växer i huvudsak blandskog. Runt Corno di Gesero är det glesbefolkat, med 19 invånare per kvadratkilometer.